# Енсьєро

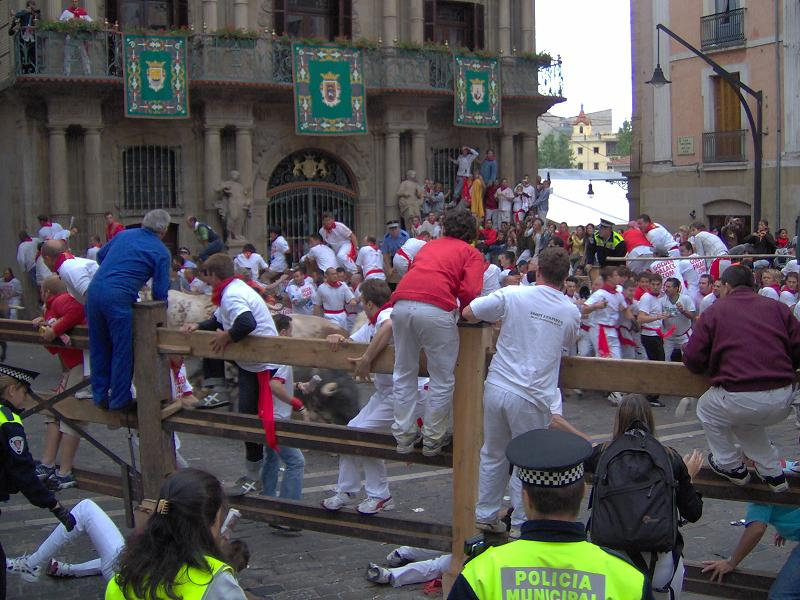
Енсьєро в Памплоні, 7 липня 2005 року

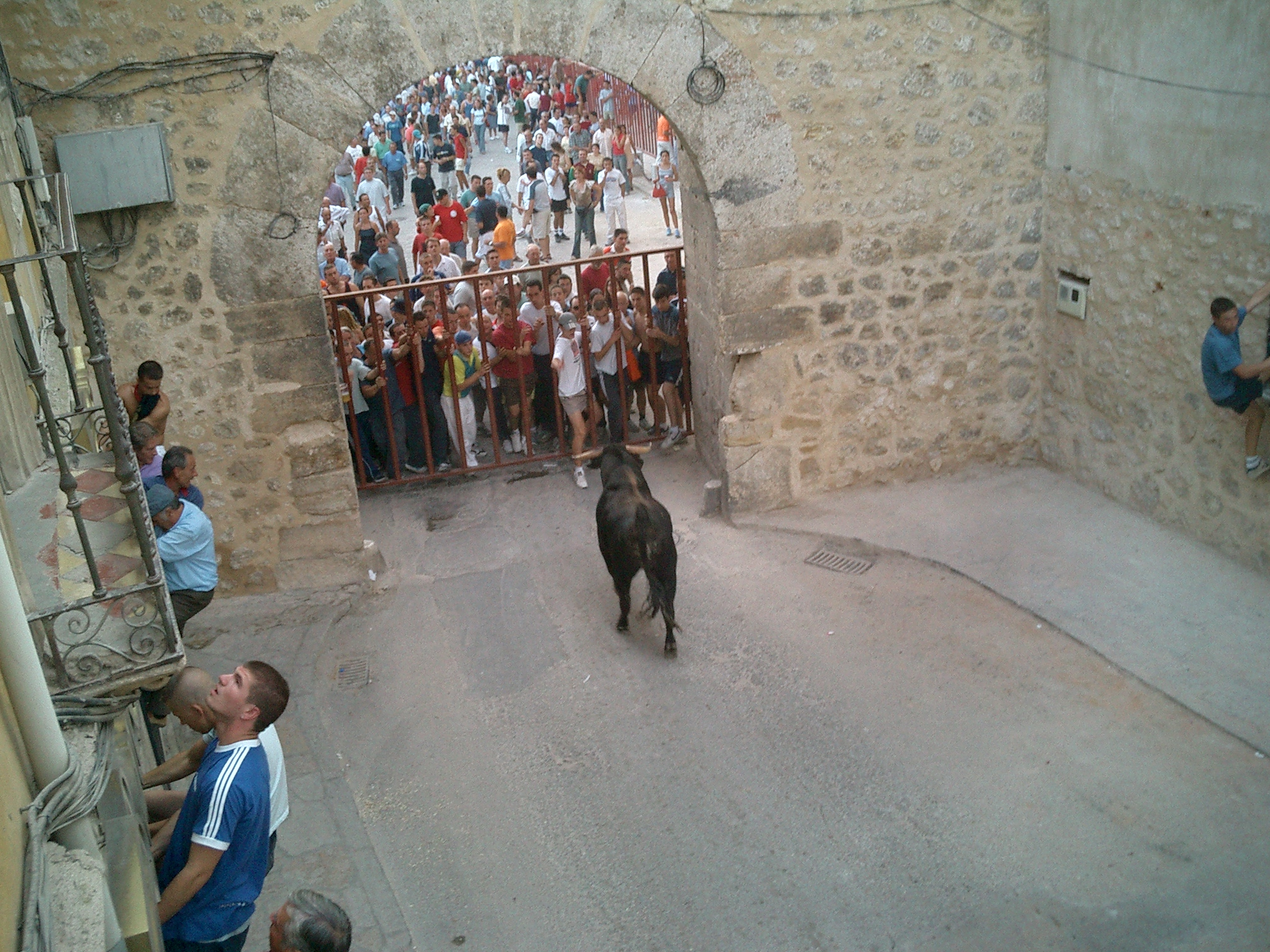
Учасники забігу відгорожені від тварини залізними ґратами

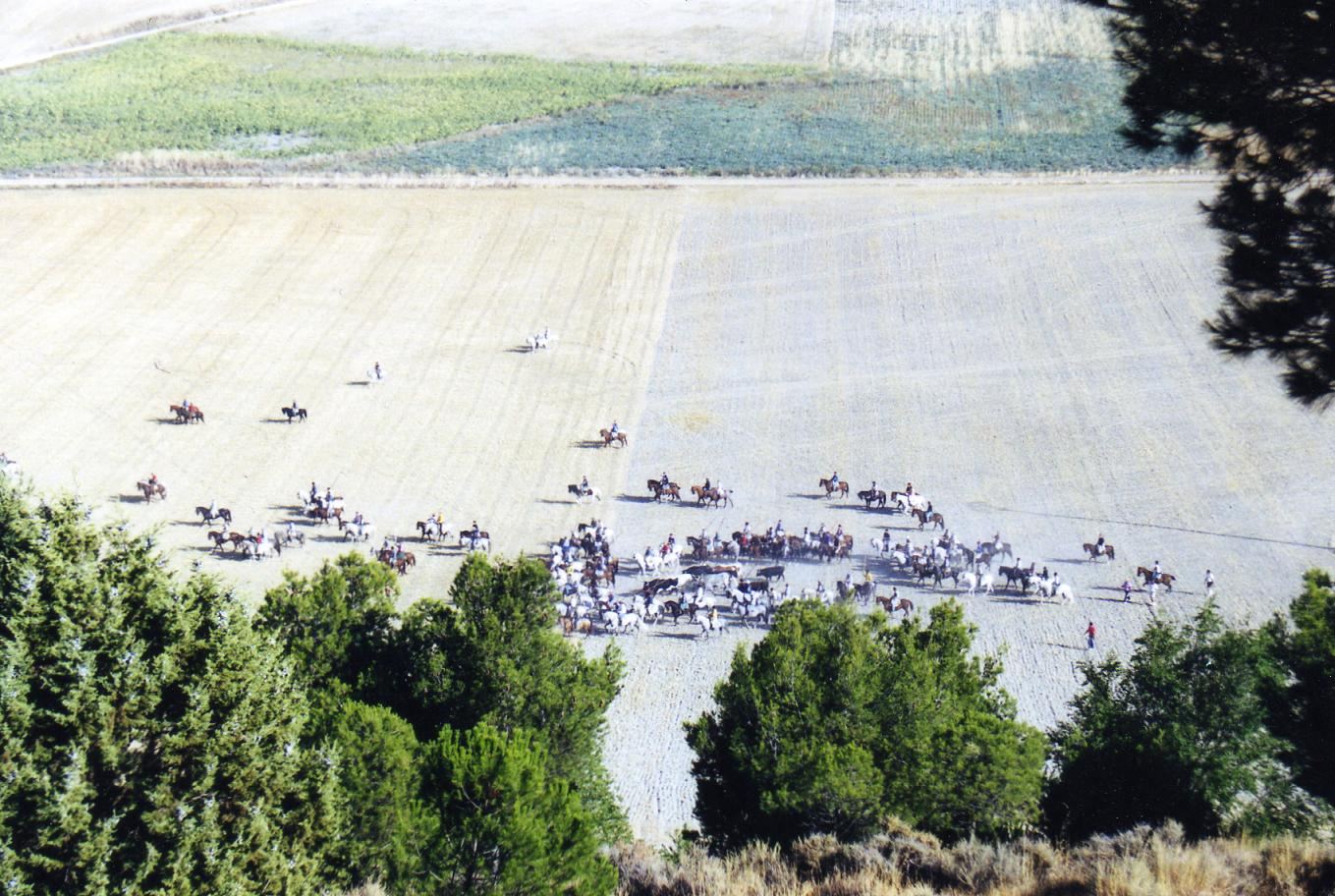
Сільське енсьєро на полі в околиці Портільйо (Portillo), Вальядолід

Енсьє́рро (ісп. encierro, від encerrar «зачиняти»; баск. Entzierro) — іспанський (в т.ч. баскський) національний звичай, що полягає у забігу, фактично втечі, її учасників від спеціально випущених із хлівів биків, корів або телят.

## Організація і порядок проведення енсьєро
Довжина маршрута енсьєро зазвичай становить близько одного кілометра. Бігунами, тобто активними учасниками дійства, потенційно можуть бути всі охочі чоловіки — в першу чергу, це завжди аматори й прихильники місцевих клубів любителів кориди (вони, як правило, легко пізнавані за спеціальною своєрідною уніформою). Оскільки енсьєро притягує численних туристів, то серед натовпу «втікачів» чимало іноземців. Загалом організатори заходу ретельно підходять до відбору бігунів, відсіюючи й не допускаючи до забігу осіб у стані алкогольного сп'яніння, під дією мед. або наркотичних препаратів, осіб кволих і з фізичними вадами. Втім, попри всі перестороги, саме сп'янілі іноземні туристи найчастіше отримують травми під час енсьєро. 
Бігуни розташовуються в декількох місцях на маршруті забіга (деякі з них можуть бути відгорожені спеціальними заслінками-брамами). Пробіг повного маршруту, що саме́ по собі представляє значний ризик для життя і здоров'я, аж ніяк не є обов'язковою передумовою участі в енсьєро. Місцеві бігуни найчастіше пробігають половину, а то й менше дистанції.  
Увесь маршрут пробігу (від місця, звідки випускають биків і корів, до арени міськими вулицями) відгорожується дерев'яними бар'єрами з колод, на які досить легко видертися (або й навіть пролізти під ними), що однак не рятує бігунів від падінь і можливого травмування, в т.ч. і з боку биків. 
Про початок енсьєро сповіщає вибух петарди (chupinazo). Бики, що їх вестимуть за собою спеціально навчені для цього особини (cabestros), випускаються із хлівів та біжать вулицями, а чоловіки втікають від них, нерідко, для відчуття найбільшого ризику, намагаючись триматись зовсім близько до роз'ятрених тварин. 
Вже на виході на площу арени (кінцевий пункт призначення) зазвичай утворюється найбільша тиснява, а свято надалі триває вже ігрищами з биками або телятами. 
Жодне енсьєро не минає без бодай незначних тілесних ушкоджень його учасників. Більш тяжкі поранення, а також смертельні випадки під час енсьєро фіксуються щорічно.

## Історія і поширення традиції
Прогін биків або корів, як такий, і дотепер є досить поширеною розвагою в сільській глибинці Іспанії. В деяких поселеннях, як, наприклад, у  Сегорбі (провінція Кастельон) прогін биків вершниками є складовою місцевих свят. Однак слово енсьєро заведено вживати лише по відношенню прогона биків у міських умовах, зазвичай із хлівів до арени для бою биків (тому енсьєро подеколи виступає в ролі своєрідного прологу кориди). 
Найвідоміше енсьєро в Іспанії відбувається в місті Памплоні в період святкувань на честь Святого Ферміна (Сан-Фермін, від 7 до 14 липня щоранку). Міжнародну популярність це свято здобуло завдяки опису в романі Е.Хемінгуея «І зійде сонце (Фієста)»". 
Також доволі відомим іспанським енсьєроо, т.зв. «маленькою Памплоною», є забіг биків у передмісті Мадрида Сан-Себастьян-де-лос-Рейєс (щороку тиждень, на який припадає день 28 серпня). 
Поза межами Іспанії особливою популярністю користується прогін биків у Байоні (Атлантичні Піренеї, Франція). 
Організації та рухи за права тварин і гуманне поводження з ними постійно влаштовують різноманітні простестні заходи і акції з метою боротьби з «жорстокими енсьєро».
Біг був скасований у 2020 та 2021 роках через пандемію Covid-19 в Іспанії, але відновив 7–14 липня 2022 р.